# Кметове на Перник
Долният списък сочи кметовете на град Перник (и община Перник) в периода от 1883 до 2023 г.
1. Дойчин Павлов Банко Панев (утвърден заповед № 69 от 30.05.1883 г.-уволнен заповед № 286 от 08.03.1890 г.)
2. Иван Илков Никола Величков утвърден заповед (№ 286 от 08.03.1890 г.-уволнен заповед № 981 от 26.08.1890 г.)
3. Мано Бенев Стефан Анев Зарин (утвърден заповед № 981 от 26.08.1890 г.-уволнен заповед № 584 от 16.04.1893 г.)
4. Господин Тренев Дойчин Стойков (№ 584 от 16 – 04.1893 г.-№ 2099 от 21.12.12.1894 г.)
5. Дойчин Павлов Томан Георев (№ 2099 от 21.12.1894 г.-№ 128 от 22.09.1895 г.)
6. Стефан Анев Зарин Томан Георев (№ 128 от 22.09.1895 г.-№ 1317 от 20 – 12.1896 г.)
7. Цветко Николов Гроздан Радев (№ 1317 от 20.12.1896 г.-№ 503 от 07.04.1897 г.)
8. Стефан Анев Зарин Томан Георев (№ 503 от 07.04.1897 г.-№ 1483 от 12.11.1897 г.)
9. Томан Георев Цветко Николов (№ 1483 от 12.11.1897 г.-№ 27 от 12.01.1899 г.)
10. Томан Георев Стамен Стойнев (№ 27.от 12.01.1899 г.-№ 966 от 29.07.1899 г.)
11. Мано Ваклинов Будин Дамянов (№ 966 от 29.12.1899 г.-№ 637 от 26.06.1900 г.)
12. Мано Ваклинов Пеню Матов (№ 637 от 26.06.1900 г.-№ 1031 от 15.11.1900 г./
13. Христо Тренев Пеню Матов (№ 1031 от 15.11.1900 г.-№ 1068 от 03.12.1902 г.)
14. Христо Тренев Пеню Матов (№ 1068 от 03.12.1902 г.-№ 352 от 18.04.1903 г.)
15. Христо Тренев Михаил Павлов (№ 352 от 18.04.1903 г.-№ от 1148 от 27.10.1904 г.)
16. Михаил Павлов Костадин Стойков (№ 1148 от 27.10.1904 г.-№ 230 от 09.03.1906 г.)
17. Михаил Павлов Атанас Георев (№ 230 от 09.03.1906 г.-№ 869 от 21.11.1906 г.)
18. Мано Ваклинов Атанас Георев (№ 869 от 21.11.1906 г.-№ 1942 от 22.11.1908 г.)
19. Мано Ваклинов Стоян Велев (№ 1942 от 22.11.1908 г.-№ 1459 от 27.11.1909 г.)
20. Стоян Велев Гроздан Радев (№ 1459 от 27.11.1909 г.-№ 394 от 15.06.1911 г.)
21. Мано Ваклинов Павле Стоянов (№ 394 от 16.06.1911 г.-№ 114 от 27.01.1912 г.)
22. Мано Ваклинов Никола Будинов (№ 114 от 27.01.1912 г.-№ 1003 от 02.10.1913 г.)
23. Никола Будинов – (№ 1003 от 02.10.1913 г.-№ 759 от 05.06.1914 г.)
24. Михаил Павлов Кирил Христов (№ 759 от 05.06.1914 г.-№ 811 от 11.10.1918 г.)
25. Никола Будинов Кирил Христов (№ 811 от 11.10.1918 г.-№ 1957 от 16.10.1920 г.)
26. Кирил Христов Христо Ненков (№ 1957 от 16.10.1920 г.-№ 124 от 06.02.1922 г.)
27. Спас Иванов Джоргов Георги Николов (№ 124 от 06.02.1922 г.-№ 584 от 25.07.1924 г.)
28. Малин Николов Михаил Павлов (№ 574 от 25.07.1924 г.-№ 1530 от 06.08.1925 г.)
29. Малин Николов Димитър Гоцев (№ 1530 от 06.08.1925 г.-№ 687 от 21.04.1928 г.)
30. Малин Николов Костадин Стойков Иван Марков (№ 687 от 21.04.1928 г.-№ – от 02.01.1932 г.)
31. Димитър Гоцев Георги Аначков Прокопи Петрунов (02.01.1932 г. – 18.01.1932 г.)
32. Евгени Здравков Димитър Гоцев Коста Димитров (18.01.1932 г. – 28.02.1933 г.)
33. Борис Иванов Попчев Димитър Гоцев Коста Димитров (18.02.1933 г. – 19.06.1934 г.)
34. Боян Ст. Димитров Дийо Ст. Диев постоянно присъствие (19.06.1934 г. – 13.04.1937 г.)
35. Боян Ст. Димитров Димитър Митов (13.04.1937 г. – 29.06.1938 г.)
36. Велко Кръстев Кирил Тасев (07.10.1938 г – 15.04.1942 г.)
37. Петър Ст. Файтонджиев Никола Хр. Якимов (22.04.1942 г. – 08.05.1944 г.)
38. Петър Ст. Файтонджиев Живко Стоянов (08.05.1944 г. 17.10.1944 г.)
39. Евгени Здравков Митко Соколов (25 септември 1944 – 30 юли 1945)
40. Никола Гюров Иванов Митко Соколов (1 август 1945 – 31 август 1946)
41. Йордан Пешев Митко Соколов Костадин Будинов (1 септември 1946 – 31 декември 1947)
42. Стефан Темелков (1 януари 1948 – 31 май 1949)
43. Иван Костов Стоянов(3 юни 1949 – 20 декември 1952)
44. Янаки Савов Раденков (26 декември 1952 – 31 август 1954)
45. Иван Костов Стоянов (1 септември 1954 – 26 март 1959)
46. Митко Янев (27 март 1959 – 28 февруари 1966)
47. Серги Аврамов (1 март 1966 – 5 юли 1971)
48. Емил Рангелов Иглев (6 юли 1971 – 31 май 1976)
49. Борис Никифоров Чолев (1 юни 1976 – 30 юни 1985)
50. Кирил Христов Манов (1 август 1985 – 7 март 1988)
51. Андрей Кирилов Андреев (8 март 1988 – 1 август 1989)
52. Любчо Иванов Стоилов (1 август 1989 – 21 октомври 1991)
53. Димитър Светозаров Бояджиев (21 октомври 1991 – 13 ноември 1995)
54. Андрей Кирилов Андреев (13 ноември 1995 – 10 ноември 2003)
55. Антоанета Георгиева Вълева (10 ноември 2003 – 9 ноември 2007)
56. Росица Йорданова Янакиева (9 ноември 2007 – 5 октомври 2014)[2]
57. Иван Иванов (1 ноември 2014 – 31 октомври 2015)
58. Вяра Церовска (1 ноември 2015 – 25 септември 2019)
59. Севделина Ковачева (25 септември – 12 ноември 2019)
60. Станислав Владимиров (12 ноември 2019 – 28 септември 2023)
61. Мирослав Стоицев (28 септември 2023 – 10 октомври 2023)
62. Стефан Кръстев (11 октомври 2023 – 6 ноември 2023)
63. Станислав Владимиров (6 ноември 2023- действащ)